# Липе (Йиґева)
Ли́пе (ест. Lõpe küla) — село в Естонії, у волості Йиґева повіту Йиґевамаа.

## Населення
Чисельність населення на 31 грудня 2011 року становила 19 осіб.